# Wolseley 10 e 12
La 10 e la 12 sono stati due modelli di autovettura di medie dimensioni prodotti dalla Wolseley, complessivamente, dal 1901 al 1909. La 10 è stata la prima vettura della Wolseley a montare un motore bicilindrico. 

## La 10
La vettura aveva installato un motore in linea a due cilindri e valvole laterali da 2.593 cm³ di cilindrata, che erogava una potenza di 10 CV a 750 giri al minuto. Erano offerti due tipi di carrozzeria, torpedo due e quattro posti.

## La 12
Nel 1905 la 10 fu sostituita dalla 12. La cilindrata del motore fu diminuita a 2.492 cm³, ma la potenza crebbe a 12 CV (misurata a 900 giri al minuto). Anche per questo modello le carrozzerie disponibili erano due, torpedo due e quattro posti.